# دستگاه نورد پشت سرهم

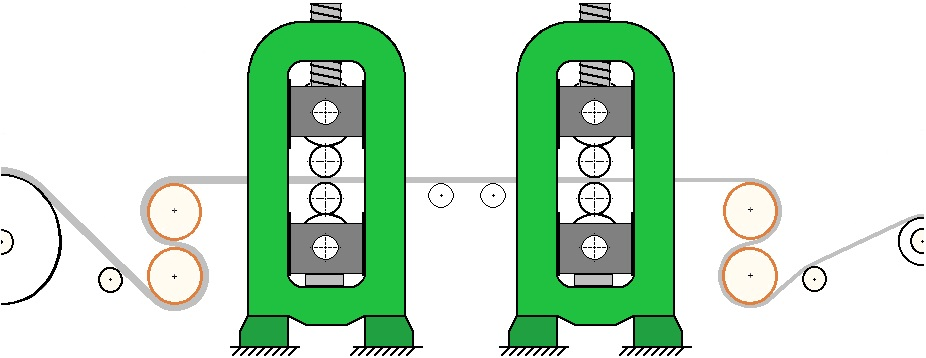
تصویر نورد پشت سرهم با دو پایه نورد

دستگاه نورد پشت سر هم (به انگلیسی: tandem rolling mill) از دو یا چند دستگاه نورد تشکیل شده است که در آن‌ها کاهش ضخامت توسط کشش ماده اولیه میان پایه‌های دستگاه‌های نورد و نیروی فشار میان غلطک‌ها انجام می‌شود. نورد پشت سر هم از چندین پایه تشکیل شده است که مواد کار دائماً از آن‌ها عبور می‌کند. در هر پایه ضخامت نوار کار به میزان معینی کاهش می‌یابد. کاهش کل بین اولین و آخرین پایه می‌تواند قابل توجه باشد. مشکلات فنی مرتبط با نورد پشت سر هم وجود دارد که به ویژه به دلیل این واقعیت است که سرعت ماده کار با عبور از هر پایه افزایش می‌یابد. در عمل تولید، از سیستم‌های کنترل مختلفی برای هماهنگ نگه‌داشتن کل عملیات استفاده می‌شود.

## معرفی
اولین اشاره به یک نورد پشت سر هم در حق اختراع 1766 ریچارد فورد برای نورد گرم سیم است. 
در سال 1798 او حق اختراع دیگری را برای نورد گرم صفحات و ورق‌ها با استفاده از آسیاب پشت سر هم دریافت کرد.

مهمترین مزایای نورد پشت سر هم عبارتند از:
- با عبور یک باره ماده اولیه از دستگاه ضخامت مطلوب حاصل می‌شود که باعث صرفه جویی در زمان و افزایش تولید می‌شود.

- همچنین کشش بیشتر بین پایه‌های نورد امکان پذیر است و این باعث می‌شود که با همان مقدار نیروی فشاری میان غلطک‌ها بتوان به ضخامت‌های کمتر رسید.

یکی از معایب نورد پشت سر هم هزینه بالای راه اندازی در مقایسه با نورد تک پایه معکوس (به انگلیسی single stand reversing mill) است.

نیاز به نورد‌های پشت سر هم و به طور کلی کارخانه‌های نورد با پیشرفت ریخته گری پیوسته در حال کاهش است. 

هر پایه از نورد پشت سر هم، توسط منحنی فنر پایه نورد و منحنی فشاری فلز تحلیل می‌شود تا هم نیروی نورد و هم ضخامت خروجی هر پایه تعیین شود.

## ویژگی‌های پایه نورد

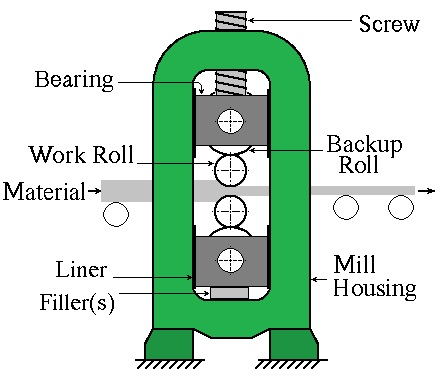
شکل 1 نشان دهنده اجزای مختلف پایه نورد 4 غلطکی

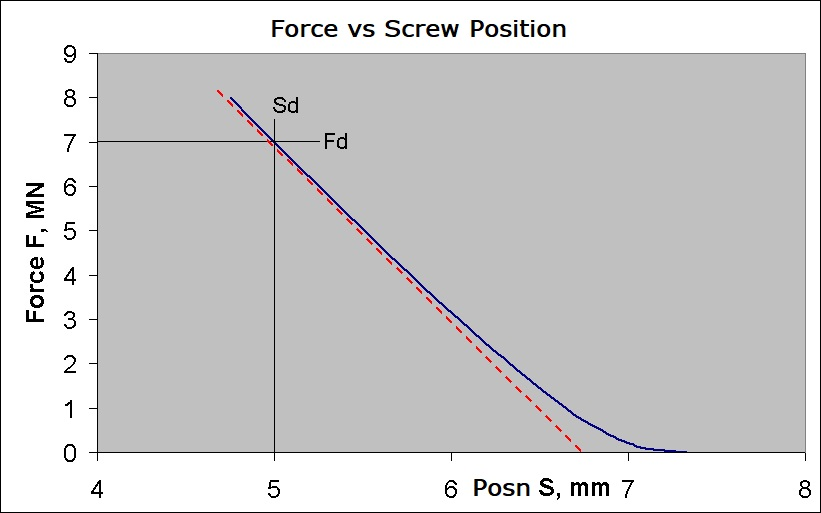
نمودار 1: منحنی فنر برای پایه نورد، نقطه مبنا در نمودار مشخص شده است

منحنی فنر برای پایه نورد با فشار دادن غلطک‌های کار به هم و با افزایش نیرو به دست می‌آید. این افزایش نیرو باعث خم شدن غلطک‌های کار، فشرده شدن پیچ‌ها و کشیده شدن محفظه ی نورد می‌شود. برای کاهش خم شدن غلطک‌های کار، یک غلطک بسیار بزرگتر در بالای غلطک کار بالا و دیگری در زیر غلطک کار پایین قرار می‌گیرد. این آرایش همانطور که در شکل 1 نشان داده شده است
دستگاه نورد 4 غلطکی (به انگلیسی four high mill) نامیده می‌شود.

خط قرمز در نمودار 1 تقریب خطی است: F = Fd – M * ( S – Sd )

یا برعکس،برای موقعیت پیچ داریم:
{\displaystyle \qquad }S = Sd – ( F – Fd ) / M {\displaystyle \qquad } (معادله 1)

در اینجا M مدول نورد نامیده می‌شود و شیب منحنی فنر در نقطه مبنا ( Sd, Fd) است.

برای اکثر نوردها M تقریباً 4 MN/mm است. مقادیر بزرگ‌تر به محفظه‌ی نورد و پیچ‌های ضخیم‌تر نیاز دارند. 

نقطه مبنا با پایین آوردن پیچ‌ها تا زمانی که نیروی اندازه‌گیری شده برابر با نیروی مبنا مورد نیاز  Fd شود به دست می‌آید، در این نقطه موقعیت پیچ با موقعیت پیچ مبدأ Sd برابر است. در نورد گرم شماره 2 شرکت بلواسکوپ (به انگلیسی BlueScope Steel) نقطه مبدأ 5 میلی متر با نیروی 7 MN است.

## ویژگی‌های فولاد

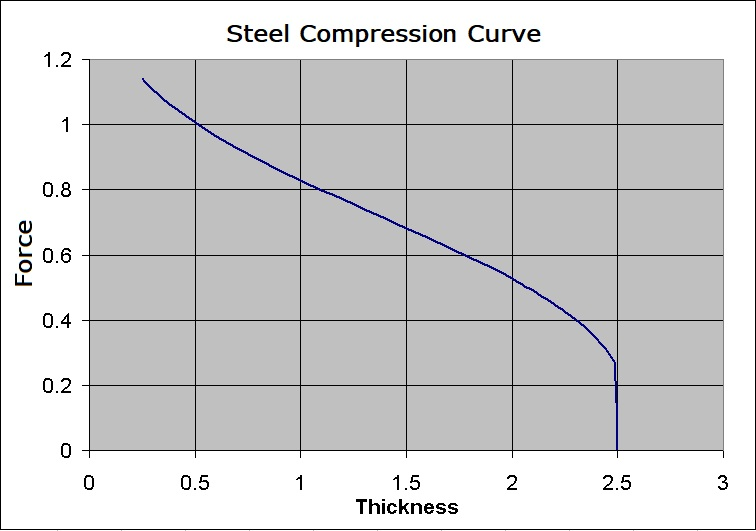
نمودار 2: منحنی فشار صفحه نازک فولاد

فرمول برای منحنی تراکم فولاد به صورت زیر است:
K = k0 + k1 { k2 + loge(H/h) }k3 {\displaystyle \qquad }(معادله 2)
در این فرمول K سختی فلز است;
H ضخامت اولیه فلزاست;
h ضخامت خروجی فلز است;
k0 و k3 ثابت‌های وابسته به درجه فولاد هستند;
k0 منحنی را به صورت عمودی حرکت می‌دهد، یعنی تنش تسلیم اولیه را تعیین می‌کند. k3 شیب را تغییر می‌دهد، یعنی سرعت سخت شدن فلز.

بخش اولیه در نمودار 2 فشرده سازی الاستیک است. همچنین با نزدیک شدن ضخامت به صفر، منحنی تندتر می‌شود، یعنی برای این که فولاد بینهایت نازک شود نیروی بینهایت لازم داریم.

## کنترل سرعت در نورد پشت سرهم
به دلیل تغییر ضخامت ماده کار در فرآیند نورد پشت سرهم سرعت ماده کار هم تغییر میکند و پس از هر پایه نورد افزایش می‌یابد، کنترل سرعت در این فرآیند اهمیت زیادی دارد. لغزش رو به جلو یک پارامتر مهم است که اغلب در مدل‌های کنترل سرعت نورد برای کارخانه‌های نورد گرم پشت سر هم استفاده می‌شود. 

در یک نورد گرم، اندازه گیری آنلاین سرعت نوار بسیار دشوار است. بنابراین، برای راه اندازی نورد، یک مدل لغزش رو به جلو برای محاسبه سرعت نوار از سرعت محیطی غلطک در هر پایه آسیاب استفاده می‌شود. به دلیل پیچیدگی آن، اکثر تحقیقات از روش‌های نیمه تجربی در تعیین مقادیر لغزش رو به جلو استفاده کرده اند.

در یک نورد نوار گرم پشت سر هم، اندازه گیری لغزش رو به جلو به دلیل دمای بالا و محیط سخت اطراف نورد دشوار است. از این رو، لغزش رو به جلو در نورد گرم اغلب از یک مدل تئوری به دست می‌آید.

## تحلیل ارتعاشات در نورد پشت سرهم
پیش‌بینی دقیق شروع ارتعاشات در طراحی و راه اندازی فرآیند نورد دشوار است. هم فقدان مدل‌های فرآیند نورد دقیق و هم روش‌های تحلیلی برای بررسی پایداری دستگاه نورد، طراحان و کاربران را مجبور کرده است که بر تجربه و آزمون و خطا تکیه کنند که زمان‌بر و هزینه بر است.

با کاربردهای مدرن که نیاز به دقت بیشتر و نرخ تولید بالاتر دارند، تحلیل ارتعاش نورد اهمیت پیدا میکند. بسیاری از تحقیقات، که بیشتر آنها تجربی هستند، برای درک علل ارتعاش و چگونگی سرکوب بهتر آن انجام شده است. با این حال، تلاش‌های کمی برای تجزیه و تحلیل پایداری سیستم نورد انجام شده است، و موفقیت بسیار کمی در پیش‌بینی شروع ارتعاش بدون استفاده از آزمایش‌های تجربی حاصل شده است.
مدل‌های ریاضی برای فرآیند نورد با درجات مختلفی از ساده‌سازی یا محدودیت توسعه پیدا کرده اند. مدل‌های معمولی تخمین‌های نسبتاً دقیقی از نیروی غلطک ارائه می‌دهند، اما معمولاً برای تحلیل دینامیکی مناسب نیستند.

Tamiya ، Furui و Iida  با مطالعه رابطه بین حرکات غلطک و تغییرات نیروی کششی نوار به توسعه ارتعاش غلتکی پرداختند. Tlusty ، Critchley و Paton  رفتار دینامیکی ارتعاش را با تغییر طول تماس در حین ارتعاش و تغییر نیروی غلطک ناشی از آن توضیح دادند و معیاری را برای ناپایداری سیستم تعیین کردند. Yun، Wilson و Ehmann  با در نظر گرفتن بیش از یک درجه آزادی در ارتعاشات غلطک یک مدل ارتعاشی جدید معرفی کردند. Chefneux، Fischbach و Gouzou  شبیه‌سازی‌ را بر روی یک مدل نورد پشت سر هم انجام دادند تا تأثیرات بین پایه‌های متوالی را بررسی کنند. Hu  با استفاده از یک مدل فرآیند غلتشی پیشرفته، تحلیل ارتعاشات غلتشی را گسترش داد و برای مکانیسم‌های مختلف ارتعاش مدل‌های ارتعاشی را برای چند پایه نورد گسترش داد.

## جستار‌های وابسته
- تغییر شکل (مهندسی)
- مومسانی
- فولادسازی
- کارخانه فولاد
- نورد
- افزایش سختی کرنشی
- تسلیم (مهندسی)